# Kelly Stables
Kelly Michelle Stables (Saint Louis, 26 gennaio 1978) è un'attrice statunitense.

## Biografia
Nata nell'area metropolitana di St. Louis, è stata una cheerleader negli anni in cui ha frequentato la scuola superiore, un fatto ricordato in un articolo della rivista American Cheerleader.
Si è laureata con lode presso l'Università del Missouri di Columbia ottenendo una laurea in Comunicazione con una particolare attenzione alla televisione e al teatro minore. Nel marzo 2005, in corrispondenza con l'uscita di The Ring 2 nei cinema si è sposata con Kurt Patino.
Kelly è una fan appassionata di baseball, e segue in particolare i Saint Louis Cardinals. Nel tempo libero, negli spazi offerti dalla chiesa vicino alla sua casa porta avanti un programma di educazione dei bambini sulla malattia di Parkinson e le strategie per combatterla.
Suo fratello adottivo è un insegnante presso la Francesco Howell Central High School di Saint Charles, Missouri.

## Carriera
Kelly ha recitato in una serie di commedie a Broadway. I suoi due ruoli principali sono stati quello di Wendy nel Peter Pan, e quello della bella addormentata nel bosco, nell'opera omonima, entrambi alla Thousand Oaks Civic Light Opera.
Kelly ha anche recitato in diversi altri ruoli, come ad esempio quello di Marion Davies in W.R. and the Daisy. Kelly è conosciuta nel mondo del cinema soprattutto per il lavoro da stunt fatto per The Ring per il ruolo della malefica Samara Morgan interpretata da Daveigh Chase, ruolo che ha poi ricoperto per intero nel sequel The Ring 2. Sempre per la stessa saga ha ricoperto lo stesso ruolo nel cortometraggio Rings che ha fatto da collegamento tra i due film. Inoltre ha doppiato Will Vandom in W.I.T.C.H. versione americana.

## Filmografia

### Cinema
- La casa dei fantasmi (The Haunted Mansion), regia di Rob Minkoff (2003)
- Pride and Prejudice, regia di Andrew Black (2003)
- State's Evidence, regia di Benjamin Louis (2004)
- The Ring 2 (The Ring Two), regia di Hideo Nakata (2005)
- Furnace, regia di William Butler (2007)
- Telling Lies, regia di Antara Bhardwaj (2008)
- Dragon Hunter, regia di Stephen Shimek (2009)
- Soul Fire Rising, regia di Dale Fabrigar e John P. Aguirre (2009)
- Should've Been Romeo, regia di Marc Bennett (2012)
- Love and Germophobia, regia di Tyler Spindel - cortometraggio (2012)
- Come ammazzare il capo 2 (Horrible Bosses 2), regia di Sean Anders (2014)
- One Last Night, regia di Anthony Sabet (2018)

### Televisione
- The Grubbs – serie TV, episodi 1x01 (2002)
- B.S., regia di Gary Halvorson – film corto TV (2002)
- Comedy Central Laughs for Life Telethon 2003, regia di F. Michael Blum, Jay Lehrfeld e Steve Purcell – film TV (2003)
- General Hospital – serie TV, episodi 1x10430 (2003)
- Ragazze nel pallone - La rivincita (Bring It On: Again), regia di Damon Santostefano – film TV (2004)
- Creating America's Next Hit Television Show – serie TV (2004)
- Rings, regia di Jonathan Liebesman – film corto TV (2005)
- How I Met Your Mother – serie TV, episodi 1x13 (2006)
- Cavemen – serie TV, episodi 1x11 (2007)
- Beautiful (The Bold and the Beautiful) – serie TV, episodi 1x5275 -1x5276 (2008)
- Tutti insieme a Natale (Together Again for the First Time), regia di Jeff Parkin – film TV (2008)
- Life – serie TV, episodi 2x05 (2007)
- Greek - La confraternita (Greek) – serie TV, 8 episodi (2007-2009)
- Santa Baby - Natale in pericolo (Santa Baby 2: Christmas Maybe), regia di Ron Underwood – film TV (2009)
- Til Death - Per tutta la vita ('Til Death) – serie TV, episodi 4x05 (2009)
- Due uomini e mezzo (Two and a Half Men) – serie TV, 10 episodi (2008-2010)
- Bones – serie TV, episodi 6x05 (2010)
- Mad Love – serie TV, episodi 1x05 (2011)
- Hung - Ragazzo squillo (Hung) – serie TV, episodi 3x01 (2011)
- 3 cuccioli e un anello (3 Holiday Tails), regia di Joe Menendez – film TV (2011)
- Romantically Challenged – serie TV, 6 episodi (2010-2011)
- Baby Daddy – serie TV, episodi 2x07-2x14 (2013)
- Mom – serie TV, episodi 2x20 (2015)
- The Exes – serie TV, 64 episodi (2011-2015)
- No Tomorrow – serie TV, 4 episodi (2016)
- Speechless – serie TV, episodi 2x01 (2017)
- Get Shorty – serie TV, episodi 2x04 (2018)
- Malibu Dan the Family Man – serie TV, 23 episodi (2017-2018)
- Superstore – serie TV, 22 episodi (2017-2019)
- NCIS - Unità anticrimine (NCIS) – serie TV, episodio 19x06 (2021)

### Doppiatrice
- Cappuccetto Rosso e gli insoliti sospetti (Hoodwinked!), regia di Cory Edwards (2006)
- Zambezia, regia di Wayne Thornley (2012)
- Piovono polpette 2 - La rivincita degli avanzi (Cloudy with a Chance of Meatballs 2), regia di Cody Cameron e Kris Pearn (2013)
- Tom & Jerry: Il drago perduto (Tom & Jerry: The Lost Dragon), regia di Spike Brandt e Tony Cervone (2014)
- Angry Birds 2 - Nemici amici per sempre (The Angry Birds Movie 2), regia di Turop Van Orman e John Rice (2019)
- W.I.T.C.H, regia di Marc Gordon e Norman J. LeBlanc (2004-2006)

## Doppiatrici italiane
Nelle versioni in italiano delle opere in cui ha recitato, Kelly Stables è stata doppiata da:
- Giorgia Brasini in Come ammazzare il capo 2
- Germana Longo in Due Uomini e mezzo
- Veronica Puccio in Tre cuccioli e un anello
- Ilaria Giorgino in No Tomorrow
- Daniela Calò in CSI: Miami

Da doppiatrice è sostituita da: 
- Giulia Franzoso in Zambezia
- Gemma Donati in Tom & Jerry: Il drago perduto[1]
- Donatella Fanfani in W.I.T.C.H

## Teatro
- Peter Pan
- Sleeping Beauty
- W.R. and the Daisy